# Gone (Coldrain)
Gone è un singolo del gruppo musicale giapponese Coldrain, il secondo estratto dal loro quarto album in studio Vena, pubblicato il 16 settembre 2015.

## La canzone
Il cantante dei Coldrain Masato ha così descritto il brano:

## Video musicale
Il video ufficiale del brano, pubblicato in contemporanea a quest'ultimo, è stato diretto e prodotto da Maxilla.

## Tracce
Testi di Masato, musiche di Masato e Y.K.C.
1. Gone – 3:31